# Die wunderbare Welt des Dr. Seuss
Die wunderbare Welt des Dr. Seuss (Originaltitel: The Wubbulous World of Dr. Seuss) ist eine animierte US-Fernsehserie, basierend auf den Büchern des Autors Dr. Seuss, die zwischen 1996 und 1998 von The Jim Henson Company produziert wurde und von dem Sender Nickelodeon ausgestrahlt wurde. Die zwei Staffeln umfassen jeweils 20 Einzelfolgen, die jeweils 25 Minuten lang sind.
Im Mittelpunkt der Geschichten steht der Kater mit Hut, der im englischsprachigen Raum aus dem 1957 erschienenen Kinderbuch als Cat in the Hat bekannt ist. Weitere Charaktere sind die jüngeren Katzen, die von Dr. Seuss zuvor in dem 1958 erscheinenden Kinderbuch "The Cat in the Hat Comes Back" präsentiert wurden. Außerdem treten weitere bekannte Figuren von Dr. Seuss, der mit bürgerlichem Namen Theodor Seuss Geisel heißt, auf. Zu den bekannteren zählen der Grinch, sowie der Elefant Horton, die Kängurumutter mit Kind und die Wickersham Brüder (aus der 2008 verfilmten Geschichte Horton hört ein Hu!) sowie Sam (aus dem Kinderbuch Grünes Ei mit Speck: das Allerbeste).

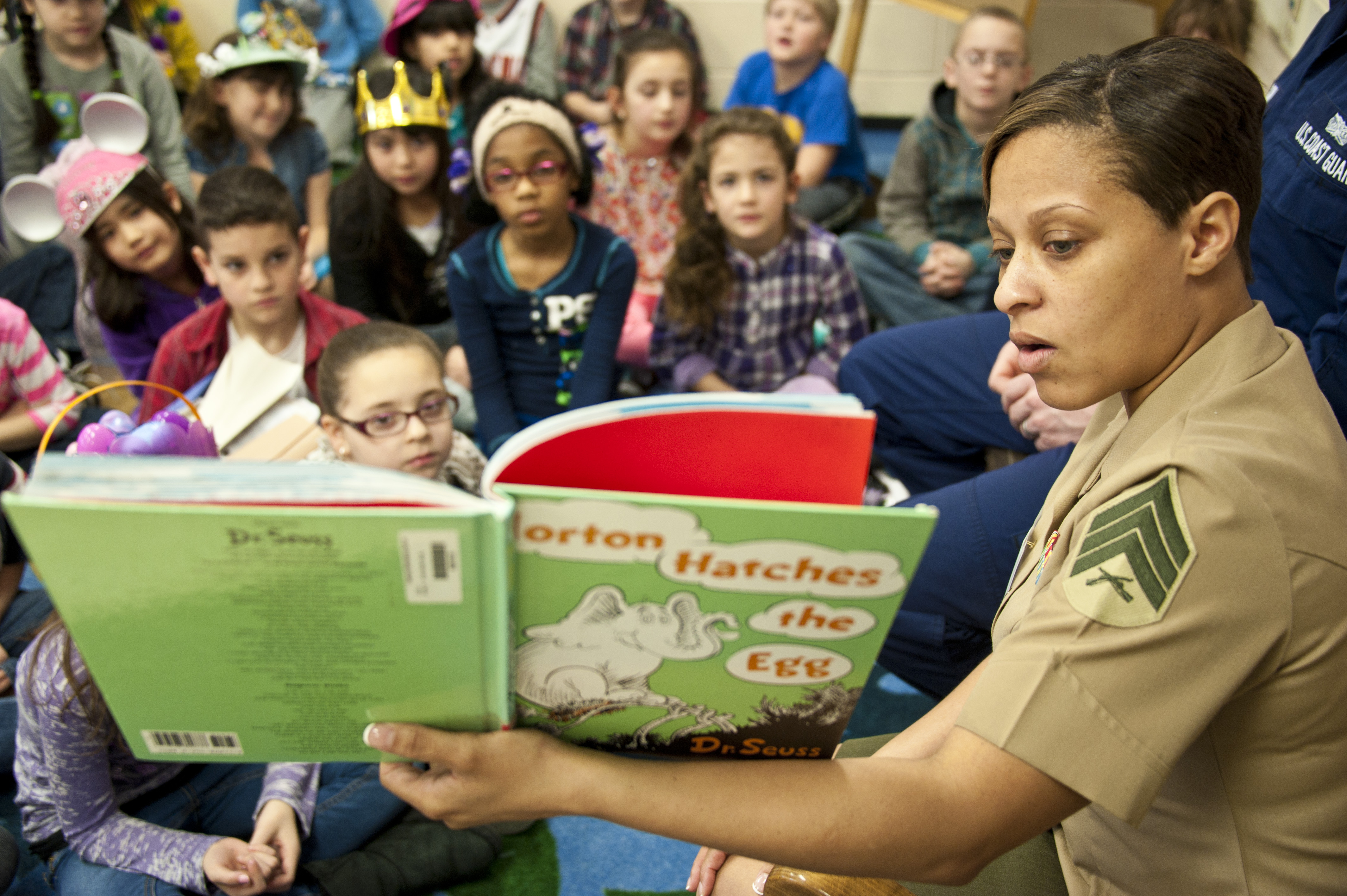
Zu den Büchern, deren Charaktere in der Serie auftraten, gehört auch das hier abgebildete Kinderbuch Horton Hatches the Egg von 1940

## Synchronisation
- Der Kater mit Hut: Thomas Amper[2]
- Schildi: Kai Taschner
- Sue Snue: Sabine Bohlmann
- Thidwick: Achim Buch[3]